# ジェイコブ・ジュス・サファ
ジェイコブ・ジュス・サファ（Jacob Jusu Saffa）は、シエラレオネの政治家で、2021年4月30日から2023年7月10日までシエラレオネの首相を務めた。
2018年4月12日から2021年4月30日までは財務大臣に就任していた。フォーラー・ベイ・カレッジに在学中、経済学の学士号を取得している。その後、シエラレオネ開発経済計画省で経済アドバイザー、シエラレオネ人民党の国家事務局長を2005年から6年間務めた。